# Conferência Nacional de Reconciliação Somali de 2007
A Conferência Nacional de Reconciliação Somali de 2007 foi realizada de 15 de julho a 30 de agosto de 2007 em Mogadíscio; sendo anunciada em 1 de março de 2007 por Abdullahi Yusuf Ahmed, o Presidente do Governo Federal de Transição da República da Somália.
Pretendia ajudar a estabilizar a Somália e encerrar com a Guerra Civil Somali, porém foi marcada pela violência e rendeu resultados modestos.

## Antecedentes
Desde que a União dos Tribunais Islâmicos foi derrubada pelas tropas etíopes e pelo governo de transição somali no final de 2006, nenhuma paz duradoura foi alcançada. No primeiro semestre de 2007, violentos combates eclodiram em Mogadíscio entre forças pró-governo de um lado e combatentes islamistas do outro, levando centenas de milhares a fugir. A Conferência Nacional de Reconciliação estava, portanto, planejada desde março de 2007, também sob pressão dos Estados Unidos, da União Europeia (UE) e da Organização das Nações Unidas, sendo os dois primeiros importantes doadores do governo provisório.

## Preparações
Mais de 3.000 pessoas de todas as regiões e clãs da Somália, bem como da diáspora somali, participaram. Os Estados Unidos anunciaram seu apoio à conferência. Os islamistas moderados no exílio na Eritreia também foram convidados, mas se recusaram a comparecer.
Foi originalmente planejada para ser realizada de 16 de abril até meados de junho, mas foi adiada três vezes, primeiro para 15 de maio de 2007, depois para 14 de junho de 2007 e, finalmente, para 15 de julho de 2007.

## Eventos
Quando a conferência finalmente foi aberta em 15 de julho de 2007, foi imediatamente suspensa até 19 de julho de 2007 para permitir a chegada de mais delegados, uma vez que os islamistas moderados ainda não haviam encerrado seu boicote à conferência.  O prédio da conferência também estava sendo atacado com morteiros naquela data, e novamente em 17 de julho de 2007.
A conferência acabou sendo aberta de facto em 19 de julho de 2007; no entanto, islamistas moderados e anciões do clã Hawiye ainda a boicotaram, alegando que o local não era neutro. Em vez disso, os islamistas marcaram uma conferência em Asmara.
Havia um programa de onze pontos a ser discutido na conferência, incluindo a realização de eleições.

## Resultados
De acordo com comentaristas, pouco foi alcançado na conferência de reconciliação, trazendo resultados modestos. Estes incluem disposições para uma trégua entre os clãs e a partilha de rendimentos dos recursos naturais do país, bem como planos para eleições em 2009. 